# Eurail
 (août 2023).
La mise en forme du texte ne suit pas les recommandations de Wikipédia : il faut le « wikifier ».
Les points d'amélioration suivants sont les cas les plus fréquents. Le détail des points à revoir est peut-être précisé sur la page de discussion.
- Les titres sont pré-formatés par le logiciel. Ils ne sont ni en capitales, ni en gras.
- Le texte ne doit pas être écrit en capitales (les noms de famille non plus), ni en gras, ni en italique, ni en « petit »…
- Le gras n'est utilisé que pour surligner le titre de l'article dans l'introduction, une seule fois.
- L'italique est rarement utilisé : mots en langue étrangère, titres d'œuvres, noms de bateaux, etc.
- Les citations ne sont pas en italique mais en corps de texte normal. Elles sont entourées par des guillemets français : « et ».
- Les listes à puces sont à éviter, des paragraphes rédigés étant largement préférés. Les tableaux sont à réserver à la présentation de données structurées (résultats, etc.).
- Les appels de note de bas de page (petits chiffres en exposant, introduits par l'outil «  Source ») sont à placer entre la fin de phrase et le point final[comme ça].
- Les liens internes (vers d'autres articles de Wikipédia) sont à choisir avec parcimonie. Créez des liens vers des articles approfondissant le sujet. Les termes génériques sans rapport avec le sujet sont à éviter, ainsi que les répétitions de liens vers un même terme.
- Les liens externes sont à placer uniquement dans une section « Liens externes », à la fin de l'article. Ces liens sont à choisir avec parcimonie suivant les règles définies. Si un lien sert de source à l'article, son insertion dans le texte est à faire par les notes de bas de page.
- La présentation des références doit suivre les conventions bibliographiques. Il est recommandé d'utiliser les modèles {{Ouvrage}}, {{Chapitre}}, {{Article}}, {{Lien web}} et/ou {{Bibliographie}}. Le mode d'édition visuel peut mettre en forme automatiquement les références.
- Insérer une infobox (cadre d'informations à droite) n'est pas obligatoire pour parachever la mise en page.

Pour une aide détaillée, merci de consulter Aide:Wikification.
Si vous pensez que ces points ont été résolus, vous pouvez retirer ce bandeau et améliorer la mise en forme d'un autre article.

Le Passe Eurail, introduit en 1959 et anciennement connu sous le nom d'Europass ou Eurorail Pass, est un passe ferroviaire qui permet de voyager à travers 33 pays européens sur presque tous les chemins de fer et plusieurs lignes maritimes. Le groupe Eurail, basé à Utrecht, est responsable de la commercialisation et de la gestion des pass Eurail et Interrail. L'entreprise appartient à plus de 35 compagnies ferroviaires et maritimes européennes. L'Eurail Pass est disponible pour les résidents non européens et l'Interrail Pass (introduit en 1972) l'est pour les résidents européens. Les pass, qui donnent accès à 250 000 km du réseau ferrée européen, sont utilisés par plus de 33 000 voyageurs chaque année.

## Admissibilité
Le passe Eurail est accessible aux citoyens non européens. L'Interrail Pass est disponible pour les citoyens et résidents des pays de l'Union européenne et des pays tiers suivants : Albanie, Andorre, Biélorussie, Bosnie-Herzégovine, Macédoine du Nord, Gibraltar, Islande, Kosovo, Liechtenstein, Moldavie, Monaco, Monténégro, Norvège, Russie, Saint-Marin, Serbie, Suisse, Turquie, Ukraine, Royaume-Uni (Grande-Bretagne) et Cité du Vatican. Pour obtenir un pass Interrail, une preuve de citoyenneté doit être établie avec un passeport ou une carte d'identité, ou une preuve de résidence doit être établie avec des documents de résidence délivrés par le gouvernement.

## Les groupes d'âge
Deux enfants âgés de 4 à 11 ans peuvent voyager gratuitement s'ils sont accompagnés d'un adulte bénéficiant du plein tarif. Les Passe Eurail sont disponibles dans quatre catégories basées sur l'âge :
- Enfant : moins de 12 ans
- Jeunes : 12 à 27 ans
- Senior : plus de 60 ans

## Les Differents Pass

### Global Pass

Pays acceptant le Global Pass

Le Global Pass est valable dans les 33 pays participants ; en 2020, il s'agissait de l'Autriche, la Belgique, la Bosnie-Herzégovine, la Bulgarie, la Croatie, la République tchèque, du Danemark, de l'Estonie, la Finlande, la France, l'Allemagne, la Grèce, la Hongrie, l'Irlande, l'Italie, la Lettonie, la Lituanie,du Luxembourg, du Monténégro, des Pays-Bas, de la Macédoine du Nord, la Norvège, la Pologne, le Portugal, la Roumanie, la Serbie, la Slovaquie, la Slovénie, l'Espagne, la Suède, la Suisse, la Turquie et le Royaume-Uni.
Le tarif Global Pass dépend du nombre de jours de validité sur une période donnée. Les catégories tarifaires sont :
- Quatre, cinq ou sept jours dans un mois (flexible)
- 10 ou 15 jours sur deux mois (flexible) [4]
- 15 ou 22 jours continu
- Un, deux ou trois mois continu

### Passe un pays
Le One Country Pass permet de voyager sur le réseau ferroviaire national d'un pays, avec des trajets illimités chaque jour de voyage. Ce pass est disponible en Autriche, Benelux, Bulgarie, Croatie, République tchèque, Danemark, Estonie, Finlande, France, Grèce, îles grecques, Grande-Bretagne, Hongrie, Irlande (République d'Irlande et Irlande du Nord), Italie, Lettonie, Lituanie, Macédoine du Nord, Norvège, Pologne, Portugal, Roumanie, Scandinavie, Serbie, Slovaquie, Slovénie, Espagne, Suède et Turquie. Les pays sans One Country Pass comprennent donc la Bosnie-Herzégovine, l'Allemagne, le Monténégro et la Suisse. Les pass sont disponibles pour voyager pendant trois, quatre, cinq, six ou huit jours de voyage sur une période d'un mois.

## Réservations

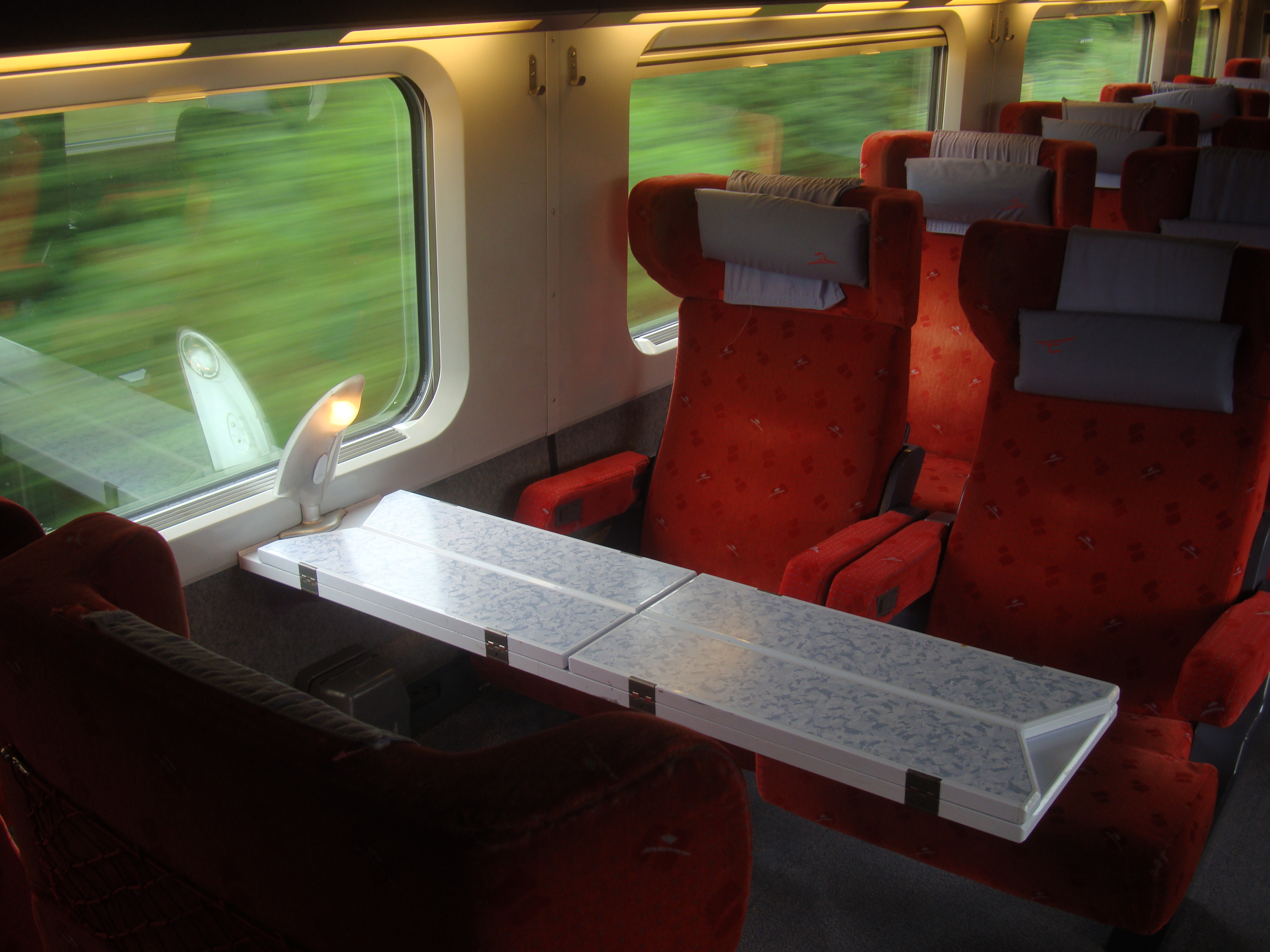
Sièges d'un train Thalys

Bien que les réservations pour les détenteurs d'Eurail Pass ne soient généralement pas requises pour les trains locaux ou régionaux, elles sont nécessaires pour la plupart des trains à grande vitesse, internationaux et de nuit. Des frais supplémentaires sont souvent exigés pour garantir les réservations de sièges, les repas, les boissons et la connexion Wi-Fi gratuite. Les frais varient selon le transporteur, l'agent et l'itinéraire. Les voyageurs peuvent généralement éviter de payer des frais supplémentaires en prenant des trains régionaux ou locaux. Les réservations peuvent être effectuées en gare, en ligne sur le site Internet du transporteur, sur le site Eurail, dans l'application Rail Planner, par téléphone ou en agence de voyages.

### Trains à grande vitesse
De nombreux trains à grande vitesse nécessitent une réservation. Les exemples comprennent :
- L'Eurostar (Londres, Paris, Amsterdam et Bruxelles) : deuxième classe 10 € à 35 €, première classe 15 € à 43 € [11]
- Le Thalys (Paris à Bruxelles, Amsterdam et Cologne ) : deuxième classe 15 € à 25 €, première classe 25 € à 30 € [12]
- Les TGV (SNCF) (lignes intérieures) : première ou deuxième classe 10 à 20 € [13]
- Le Trenitalia (Italie) : Frecciabianca, Frecciargento, Frecciarossa, première ou deuxième classe 10 €
- L'AVE (Espagne) : deuxième classe 10 €, première classe 13 € ou 23,50 € [14]. Des frais de réservation pour la deuxième (6,50 €) et la première classe (10 €) sont également requis sur la plupart des autres trains longue distance espagnols, dont Arco, Euromed, Alvia, Alaris et Altaria.
- En Allemagne, en Autriche et en Suisse, pratiquement tous les trains rapides InterCity et InterCity Express (ICE) peuvent être embarqués sans supplément tarifaire ni billet supplémentaire. Les trains ICE proposent des réservations pour 4,50 € (deuxième classe) et 5,90 € (première classe)[15].
- Le train à grande vitesse SJ de la Suède à Copenhague : 7 € (deuxième classe) et 17 € (première classe) [16]
- Certains trains touristiques disposent d'un autocar panoramique, qui nécessite une réservation[8].

### Trains de nuit

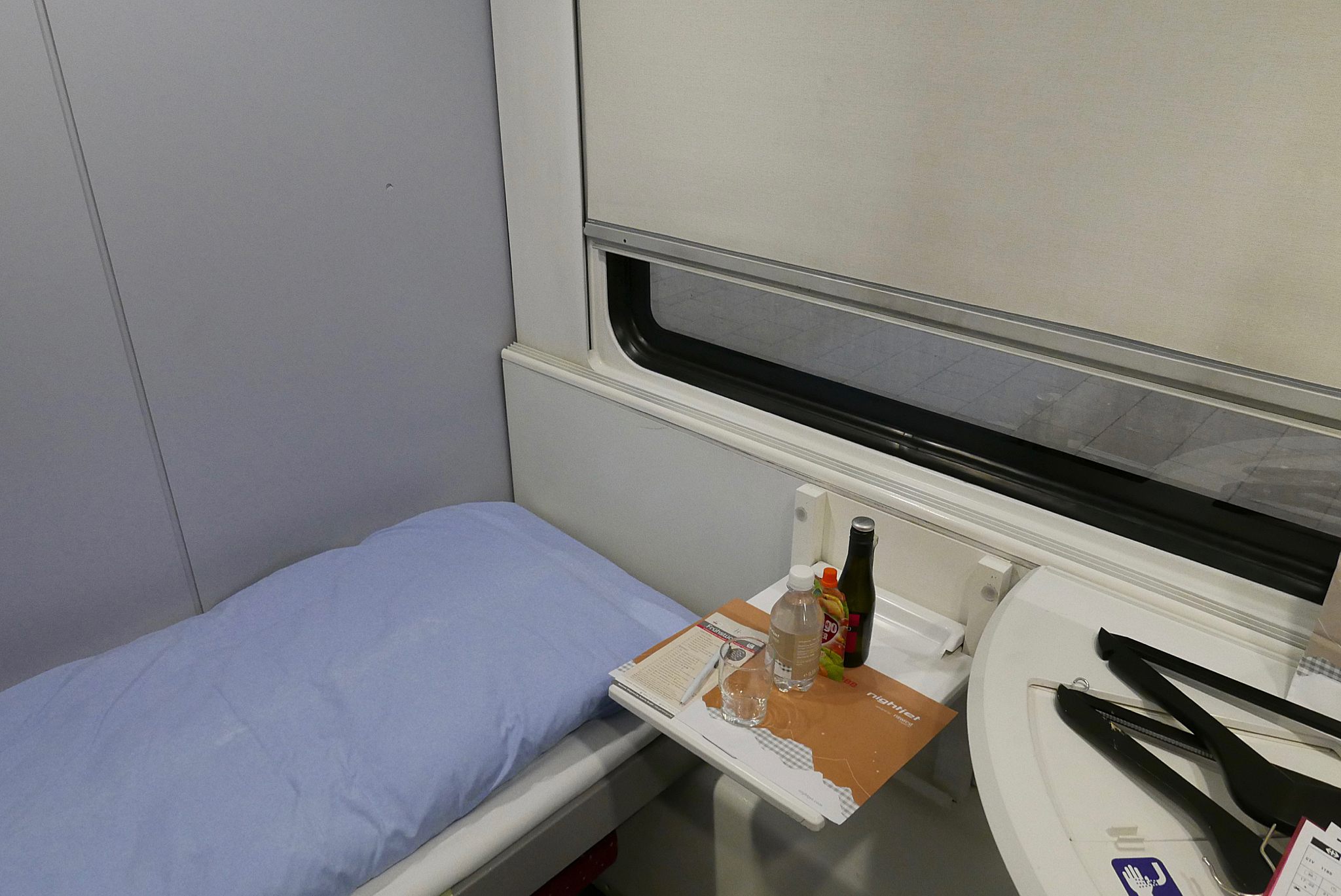
Compartiment individuel économique dans une voiture-lits à deux étages des ÖBB

De nombreux trains de nuit nécessitent des réservations, avec des coûts supplémentaires variables en fonction de l'hébergement choisis (y compris les couchettes ou les cabines de couchage). Pour les détenteurs du Flexi Global Pass, le passe doit être valable pour les dates d'arrivée et de départ.

### Remises sur les trains privés
Bien que les Passe Eurail et Interrail ne soient généralement valables que sur le système ferroviaire national des pays participants ; de nombreux pays disposent également de systèmes ferroviaires privés ; certains offrent des billets gratuits (ou à prix réduit) aux détenteurs d'Eurail ou d'Interrail Passe. Les réductions se situent normalement entre 25 et 50 pour cent.[réf. nécessaire]

## Historique
- 1959 : fondation d'Eurail, valable dans 13 pays.

- 1971 : introduction du Railpass Etudiant (deuxième classe).
- 1980 : Eurail devient valable dans 16 pays.
- 1991 : l'Eurail Pass s'étend à l'ancienne Allemagne de l'Est, permettant de voyager dans toute l'Allemagne réunifiée.
- 2001 : lancement de l'Eurail Select Pass.
- 2007 : Eurail Pass est renommé Eurail Global Pass.
- 2008 : les chemins de fer slovènes et croates rejoignent le réseau et le pass devient valable dans 20 pays.
- 2009 : 50e anniversaire de Pass Eurail, valable dans 21 pays.
- 2013 : lancement de l'application Rail Planner.
- 2015 : deux enfants de 11 ans et moins peuvent voyager gratuitement avec au moins un adulte. La Pologne, le Monténégro, la Bosnie-Herzégovine et la Serbie rejoignent Eurail Global Pass.
- 2016 : Eurail Global Pass couvre 28 pays. Tous les pass sont disponibles à l'achat 11 mois à l'avance.
- 2017 : Eurostar rejoint le groupe Eurail. L’âge du Pass Jeune passe à 27 ans. Introduction de 2 options de pass : Eurail One Country France Pass et Eurail Italie Suisse Select Pass.
- 2019 : les pass incluant les pass Global et One Country Pass Select et les pass Saver sont abandonnés. La première et la deuxième classe sont disponibles pour tous les produits, à l'exception des produits nationaux des îles grecques. La Grande-Bretagne, la Macédoine du Nord et le Lituanie rejoignent Eurail (un retrait britannique du système a été annoncé à la suite d'un différend, bien que la décision ait été rapidement annulée [18] ). Le Greek Islands Pass est valable pour cinq voyages intérieurs et le nombre d'îles passe à 53[19]. Eurail Group GIE et Eurail.com unissent leurs forces et poursuivent leurs activités sous le nom d'Eurail BV [20]
- 2020 : l'Estonie et la Lettonie rejoignent le groupe Eurail[21].